# Авдеева, Наталья Васильевна
Наталья Васильевна Авдеева — советский хозяйственный деятель, Герой Социалистического Труда.

## Биография
Родился в 1903 году в деревне Малые Березки (по другим данным — Малые Берники). Член КПСС.
В 1915—1929 — крестьянка в родительском и собственном хозяйствах.
В 1929—1933 гг. — доярка, в 1933—1937 гг. — первый в СССР оператор машинного доения образцово-показательного совхоза «Лесные поляны», в 1937—1941 гг. — бригадир дойного стада молочного племенного совхоза «Лесные поляны» Пушкинского района Московской области.
В 1941—1942 гг. — организатор эвакуации племенного и дойного стад, бригадир совхоза «Лесные поляны» в Суздальском районе Ивановской области.
В 1942—1968 гг. — бригадир дойного стада молочного племенного совхоза «Лесные поляны» Пушкинского района Московской области.
Указом Президиума Верховного Совета СССР от 9 октября 1949 года присвоено звание Героя Социалистического Труда с вручением ордена Ленина и золотой медали «Серп и Молот».
Умерла в 1994 году в посёлке Лесные Поляны.

## Награды и звания
- Герой Социалистического Труда (09.10.1949)
- Орден Ленина (09.10.1949, 18.10.1950, 07.02.1952)